# Francis Elliott
Francis "Frank" Elliott (Vancouver, 5 de juliol de 1911 - North Vancouver, 11 de gener de 1964) fou un ciclista canadenc. Va participar en dues proves dels Jocs Olímpics d'estiu de 1932.

## Palmarès
- 1932
  - 1r als Sis dies de Vancouver (amb Xavier Van Slembroeck)